# Buenas noches, Sabina
Buenas noches, Sabina es una obra de teatro de Victor Ruiz Iriarte, estrenada en 1975.

## Argumento
La historia nos presenta a un matrimonio en el que los cónyuges se engañan mutuamente. Él busca a una mujer más apasionada que la suya, tan fría e inflexible. Ella cae en las garras de un mero seductor sin escrúpulos pese a contar con un marido al que muchas mujeres desearían tener, por lo bueno, intelectual y perfecto que es. Finalmente serán los amigos de la pareja quienes les pondrán cara a cara en sus desvaríos, sin que ninguno de ellos pueda creerlo. Al final, se reconcilian y vuelven a ser felices.

## Estreno
- Teatro Arlequín, Madrid, 25 de septiembre de 1975.
  - Dirección: Victor Ruiz Iriarte.
  - Escenografía: Jorge Cardells.
  - Intérpretes: Julita Martínez, Carmen de la Maza, Francisco Piquer Chanza, Rafael Alonso, Fina Torres.